# Ibou Badji
Ibou Dianko Badji (Dakar, 13 ottobre 2002) è un cestista senegalese di formazione spagnola e di ruolo centro.

## Carriera

### Nazionale
Nel 2019 ha partecipato al Mondiale Under-19, disputatosi in Grecia; è stato convocato anche per l'edizione del 2021.

## Statistiche

### NBA

#### Regular Season
| Anno      | Squadra             | PG | PT | MP   | TC%  | 3P% | TL%  | RP  | AP  | PRP | SP  | PP  |
| --------- | ------------------- | -- | -- | ---- | ---- | --- | ---- | --- | --- | --- | --- | --- |
| 2023-2024 | Portland T. Blazers | 22 | 1  | 10,3 | 63,6 | -   | 50,0 | 2,3 | 0,6 | 0,1 | 0,9 | 1,5 |
| Carriera  | Carriera            | 22 | 1  | 10,3 | 63,6 | -   | 50,0 | 2,3 | 0,6 | 0,1 | 0,9 | 1,5 |

## Palmarès
- Campionato spagnolo: 1

Barcellona: 2020-2021